# Маккензи, Кеннет, 7-й глава клана Маккензи
Кеннет Маккензи (англ. Kenneth Mackenzie, 7th of Kintail; умер 7 февраля 1492 года) — шотландский племенной лидер, 7-й глава горного клана Маккензи (1488—1492).

## Происхождение
Старший сын Александра Маккензи из Кинтейла (ум. 1488) . Традиционные клановые истории идентифицируют Энн Макдугалл как его мать, но это затрудняется мольбой Александра о разрешении в 1466 году, в которой записано, что он, Александр, был женат около тридцати лет на «Кэтрин, дочери Джона», сына Ранальда". Хотя Кеннет традиционно считается седьмым вождем клана Маккензи из Кинтайла, на самом деле он был лишь вторым (после своего отца), о котором сохранились неопровержимые исторические свидетельства.

## Карьера
Кеннет Маккензи имел отношение к шотландской короне до 1479 года в Ардовале (Ардиваль), недалеко от Стратпеффера, и неоднократно фигурировал в записях как отказывающийся платить Fermes (феодальные платежи) за свою землю и бросающий вызов королевским офицерам. В 1486 году он также получил хартию от графа Росса на земли Мейн, два Скэтвелла (Мейкл и Литтл), Иннермани (Инвермейни), Инверхоран и Кинлох Беанначарайн.
В период между 1485 и 1491 годами Кеннет привел отряд Маккензи к победе над Александром Макдональдом из Лохалша в битве при Блар-на-Пирсе.
Он был назначен наследником своего отца на землях Кинтайла 2 сентября 1488 года в Дингуолле, но умер менее чем через четыре года, 7 февраля 1492 года. Он был похоронен в монастыре Боули, где его могила все еще находится.

## Семья
Кеннет, вероятно, женился первым на Финволе, дочери Селестины Лохалшской и внучке Александра Макдональда, графа Росса. Впоследствии он развелся с ней, родив от неё сына и его наследника Кеннета Маккензи, 8-го вождя клана Маккензи из Кинтайла (ум. 1498/1499). Он женился во второй раз на Агнес Фрейзер, которая пережила его. По словам Агнес, у них было шестеро детей:
- Джон Маккензи, 9-й вождь клана Маккензи из Кинтайла (ок. 1480 — ок. 1561), сменивший своего старшего сводного брата.
- Александр Маккензи, предок Маккензи из Давохмалуага
- Родерик Маккензи (ум. 17 марта 1533), предок Маккензи из Ахилти. Вероятно, он был отцом Мердо Маккензи из Фэрберна[5].
- Кеннет Маккензи, священник Авоча и викарий Конвета и предок Маккензи из Садди
- Агнес Маккензи, вышедшая замуж за Родерика Маклауда из Льюиса.
- Кэтрин Маккензи, вышедшая замуж за Гектора Манро, 13-го барона Фулиса[1].